# Opel Corsa A
Der Opel Corsa A ist ein von Herbst 1982 bis Anfang 1993 von General Motors gebauter Kleinwagen der Corsa-Serie. In Großbritannien wurde er als Vauxhall Nova angeboten.

## Modellgeschichte

### Allgemeines
Der Corsa A wurde im Oktober 1982 vorgestellt. Er wurde im General-Motors-Werk im spanischen Figueruelas produziert.
Der Corsa A war das erste Modell von Opel in der Kleinwagenklasse – relativ spät, nachdem der VW Polo bereits im März 1975 und der Ford Fiesta im Mai 1976 auf den Markt gekommen waren. Er setzte die Umstellung der Opel-Modellpalette von Hinterrad- auf Frontantrieb fort, die im Sommer 1979 mit dem Kadett D anfing, der als erster kompakter Opel Frontantrieb hatte. Das Know-how und verschiedene Teile wurden für den Corsa A „recycelt“.
In Deutschland war der Corsa ab März 1983 als dreitüriges Schrägheck („CC“) und als zweitüriges Stufenheck („TR“ genannt) mit 1,0S-OHV-Motor mit 33 kW (45 PS), 1,2S-OHC-Motor mit 40 kW (55 PS) und 1,3S-OHC-Motor mit 51 kW (70 PS) erhältlich, wobei der OHV-Motor in seiner Grundkonstruktion auf den 1,0-Liter-Motor des Mitte 1962 präsentierten Kadett A zurückgeht.
Ab April 1985 gab es beide Karosserievarianten auch mit vier bzw. fünf Türen. Die Ausstattungsvarianten bekamen neue Bezeichnungen, das bisher namenlose Standardmodell erhielt die Bezeichnung LS, der Corsa Luxus wich dem Corsa GL und der Corsa Berlina wurde durch den Corsa GLS ersetzt. Der Corsa SR wurde nur wenig geändert, er hieß nun Corsa GT und war weiterhin nur dreitürig lieferbar. Die Bezeichnung TR für die Stufenheckmodelle entfiel. Es gab neue Farben und Stoffe im Innenraum. Die bisherigen Kunststoff-Seitenschutzleisten wurden gegen solche aus Weich-PVC wie beim kurz zuvor erschienenen Kadett E ersetzt.
Ab September 1985 gab es einen 1,3i-OHC-Motor (44 kW/60 PS, mit geregeltem Katalysator). Beim Stufenheckmodell entfiel der graue Folienstreifen am Kofferraumdeckel.
Ab März 1986 war auch der 1,3N-OHC-Motor mit 44 kW (60 PS) im Corsa A erhältlich. Daneben gab es einen 1,2N-OHV-Motor mit 33 kW (45 PS). Das Motorenprogramm umfasste nun also sechs Versionen.

### Bildübersicht

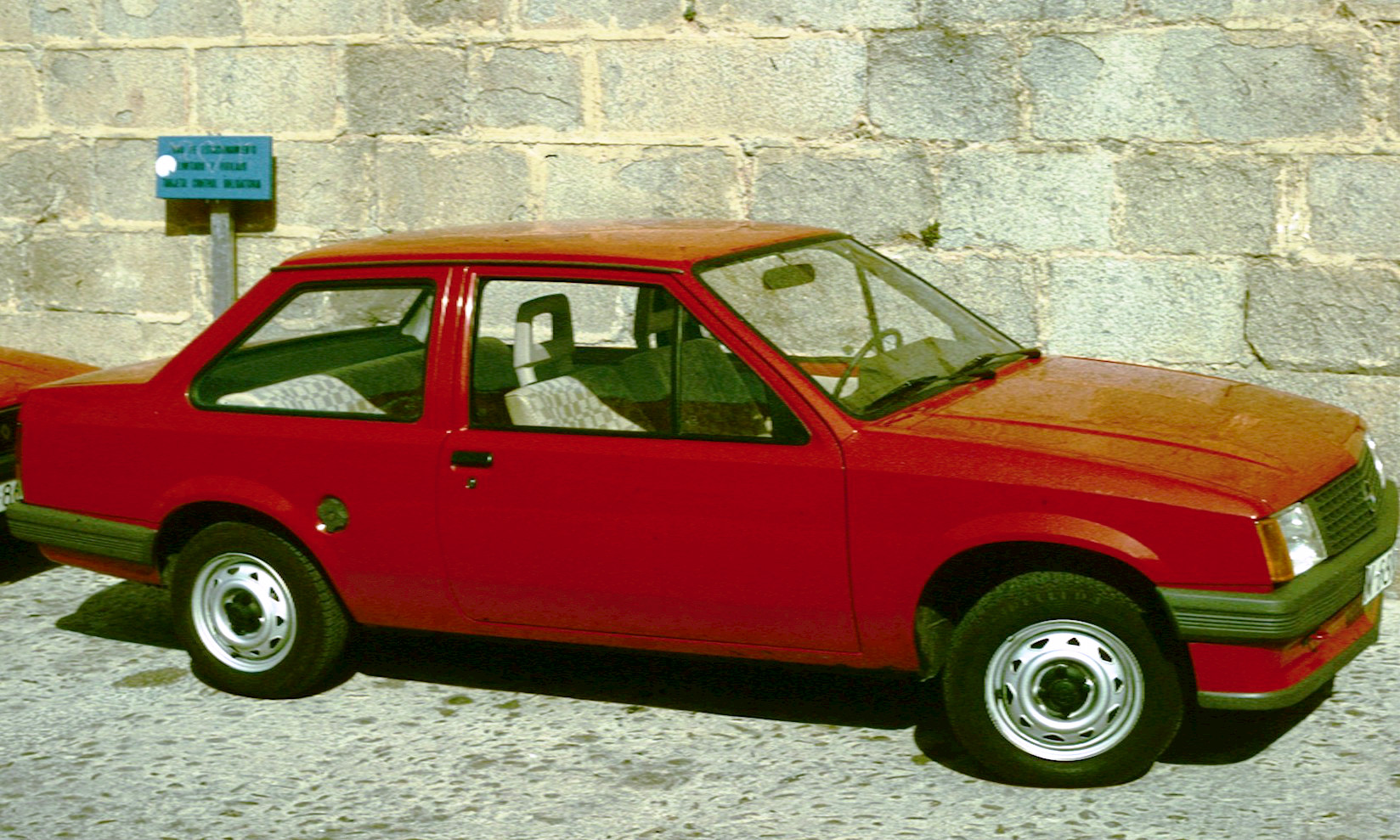
Opel Corsa TR Zweitürer „Standard“ (1982–1985)
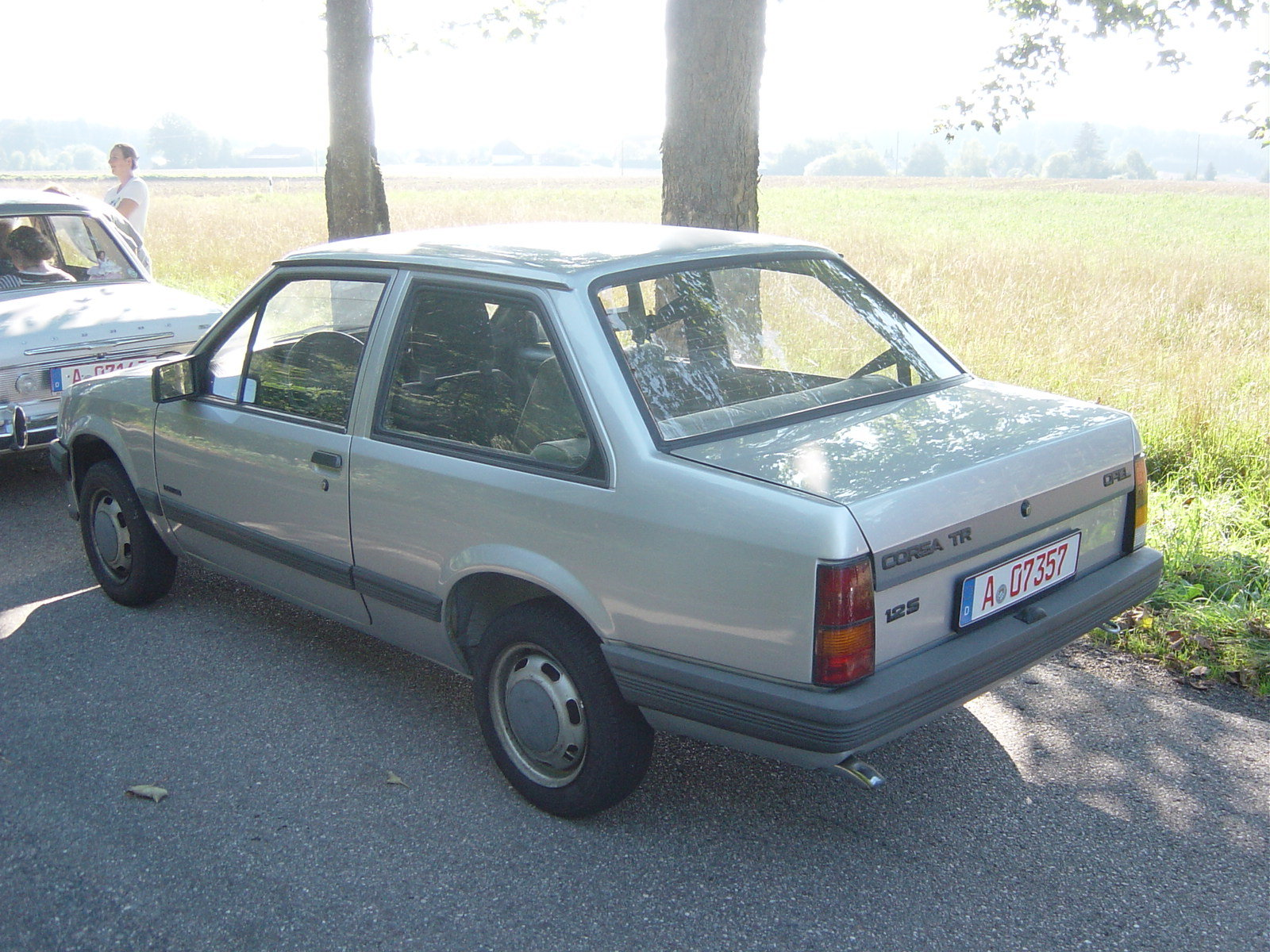
Opel Corsa TR Zweitürer „Luxus“  (1982–1985)
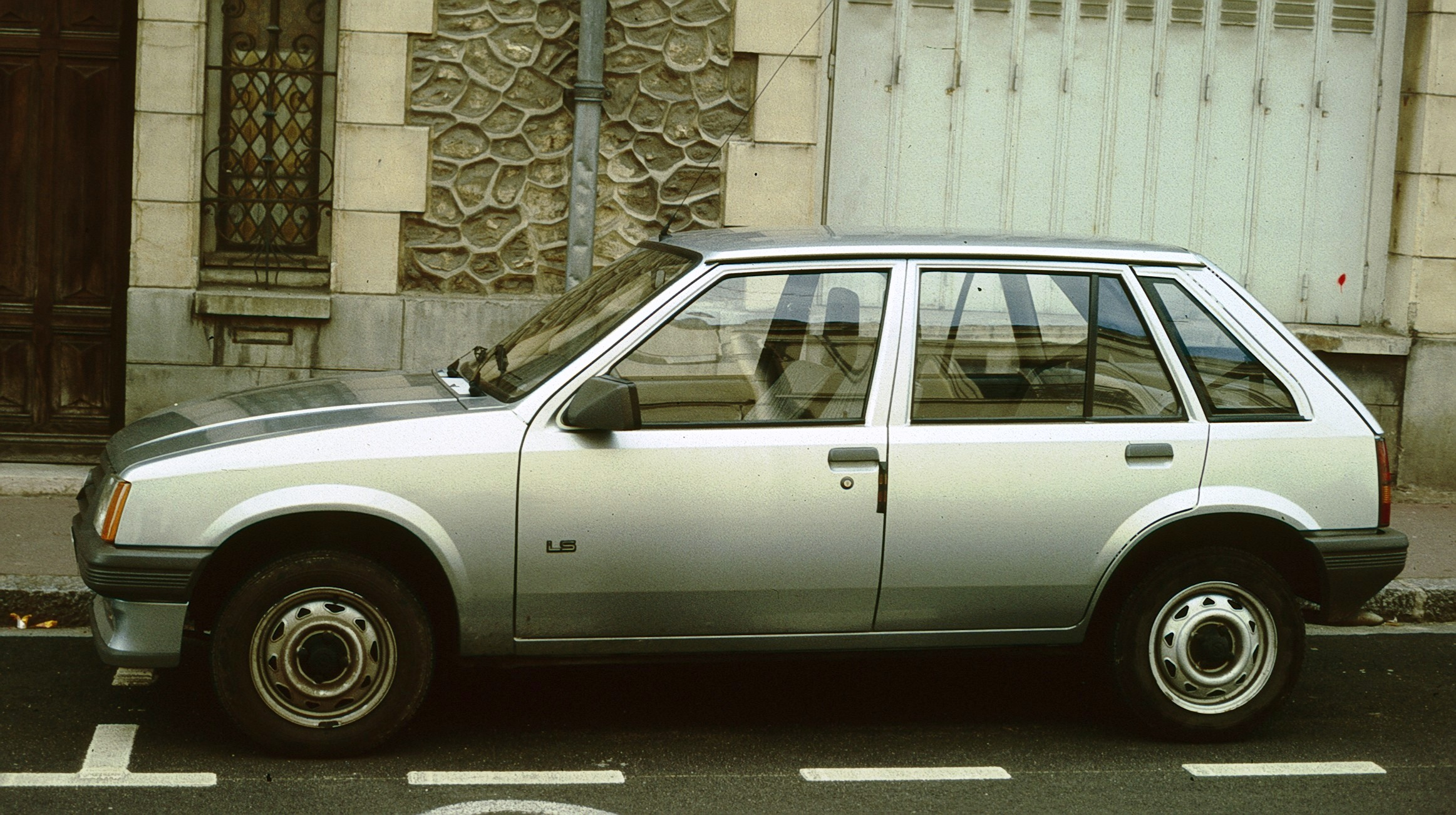
Opel Corsa Fünftürer „LS“ (1985–1987)
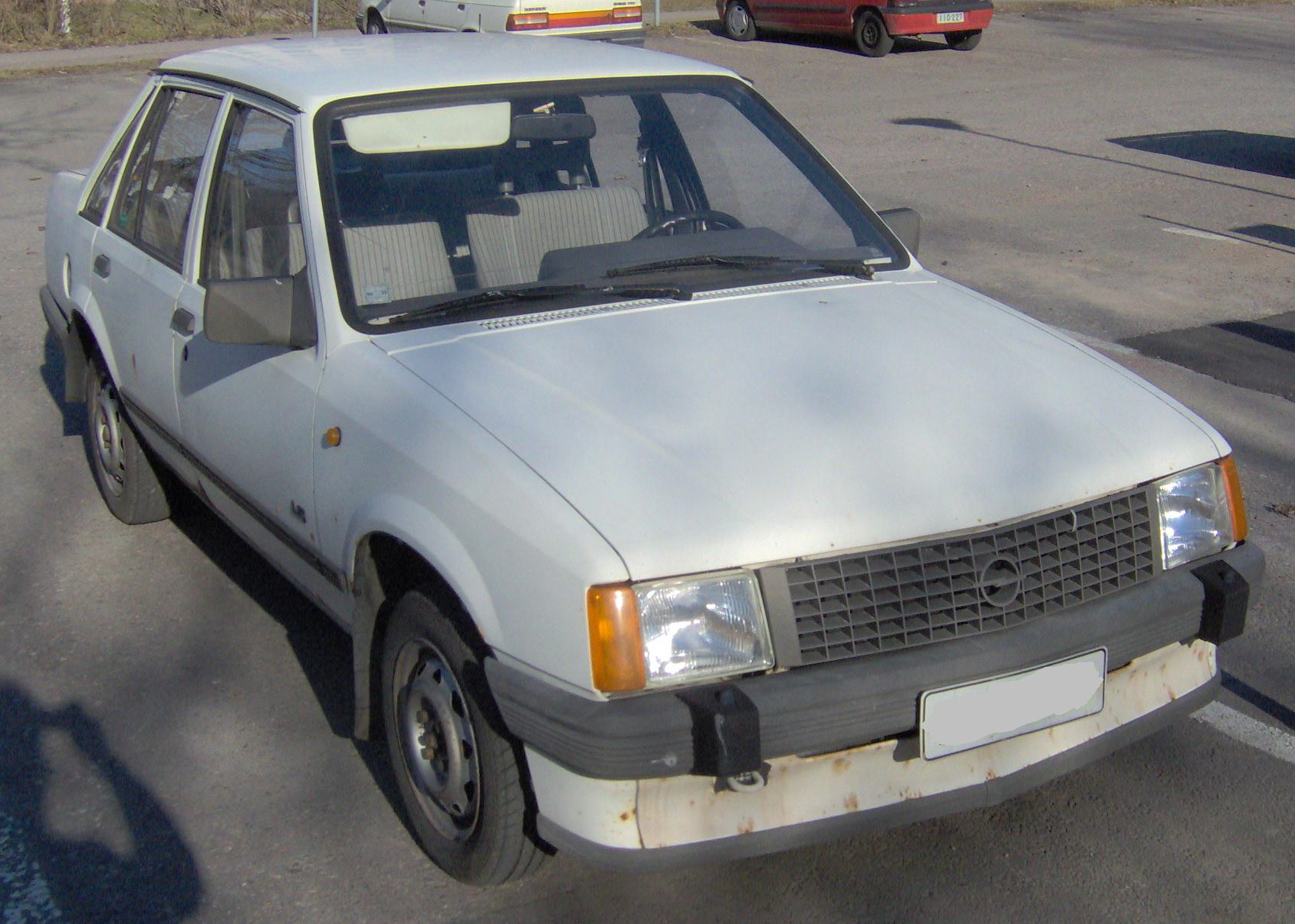
Opel Corsa Viertürer „LS“ (1985–1987)
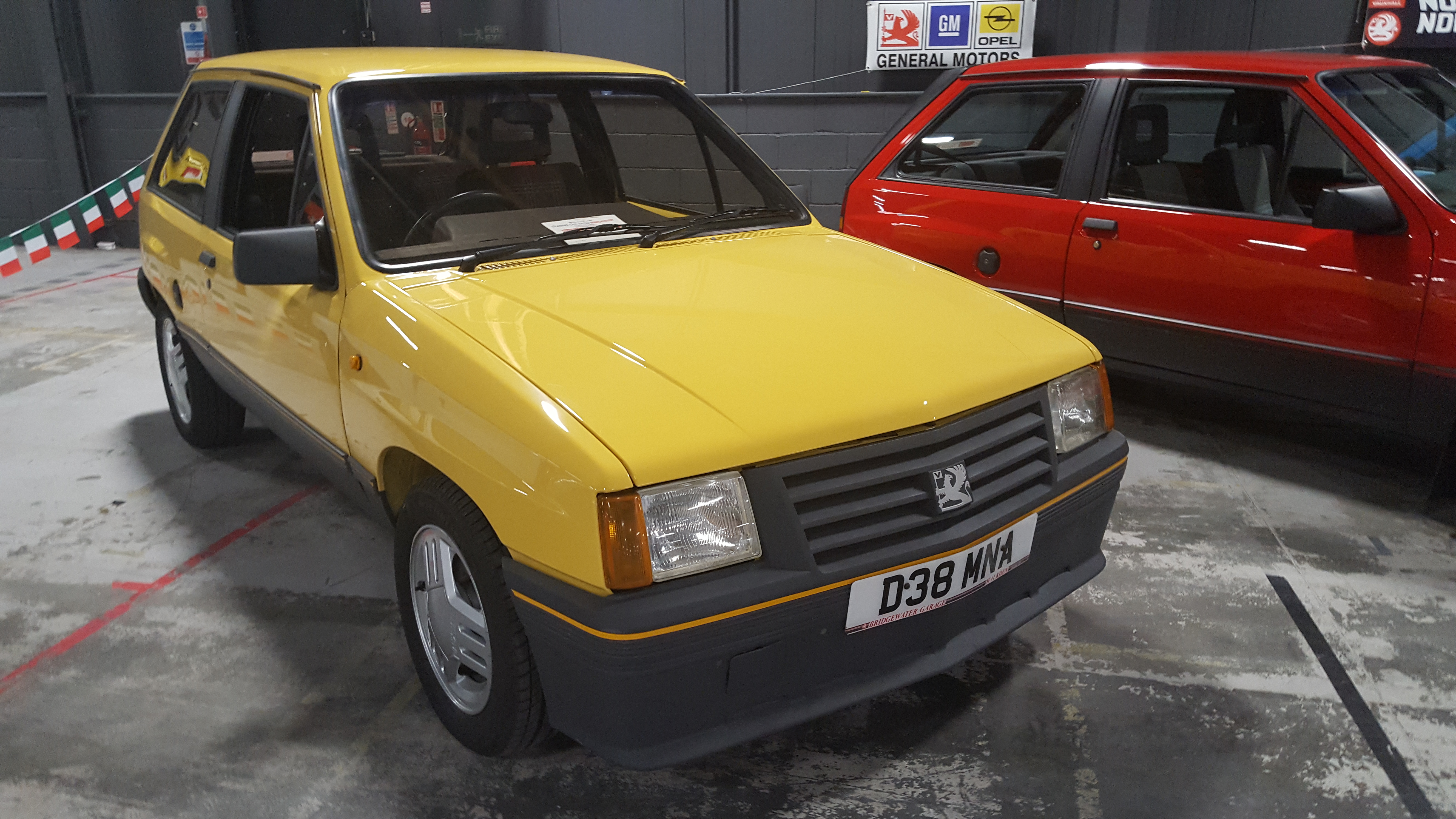
Vauxhall Nova (1982–1986)

### Modellpflege
Beim ersten Facelift im August 1987 wurde der Kühlergrill modifiziert, Stufenheck- und Schrägheckmodelle hatten seitdem den gleichen Grill, der GT und später der GSi hatten eigenständige Grills. An der Heckklappe der Schrägheckmodelle wurde eine Griffleiste mit Druckknopfschloss eingeführt, sodass sich die Heckklappe ohne Schlüssel öffnen ließ (sofern sie nicht abgeschlossen war). Die Stufenheckversionen behielten das bisherige Schloss ohne Griffleiste. Die Heckansicht wurde hier mit einer schwarzen, geriffelten Kunststoffblende zwischen den Heckleuchten aufgewertet. Bisher graue äußere Kunststoffteile wurden in Blaugrau geändert. Im Innenraum (teilweise geänderte Farben und Stoffe) wurden nun geänderte Instrumente in Durchlichttechnik eingesetzt.
Der Corsa LS wurde durch den Corsa Swing ersetzt, ein neuer deutlich aufgewerteter Corsa GL ersetzte den Corsa GLS. Später kam eine neue nur dreitürig lieferbare einfach ausgestattete Einstiegsversion mit der Bezeichnung Corsa City hinzu.
Neu im Corsa waren Dieselmotoren von Isuzu mit 1,5 Litern und 37 kW (50 PS) (Opel-Motorenkennung 4EC1), in der späteren Turboausführung mit 49 kW (67 PS) (Opel-Motorenkennung T4EC1).
Zur gleichen Zeit wurde der Verkauf der Stufenheckmodelle in Deutschland eingestellt. Für den Export liefen sie jedoch noch bis zum Produktionsende des Corsa A im Januar 1993 vom Band.
Im Mai 1988 kam der sportliche Corsa GSi mit 1,6-Liter-OHC-Motor als dreitürige Schräghecklimousine auf den Markt. Zunächst hatte er eine L3-Jetronic (E16SE, 74 kW/100 PS), ab 1989 optional (auf dem deutschen Markt als Ersatz) eine Motronic M1.5 (C16SEI, 72 kW/98 PS) und einen G-Kat. Im Export (z. B. Schweiz) war er auch mit 55 kW (75 PS) lieferbar (C16NZ).
1989 wurden die 1,3-Liter-Motoren durch aufgebohrte 1,4-Liter ersetzt.

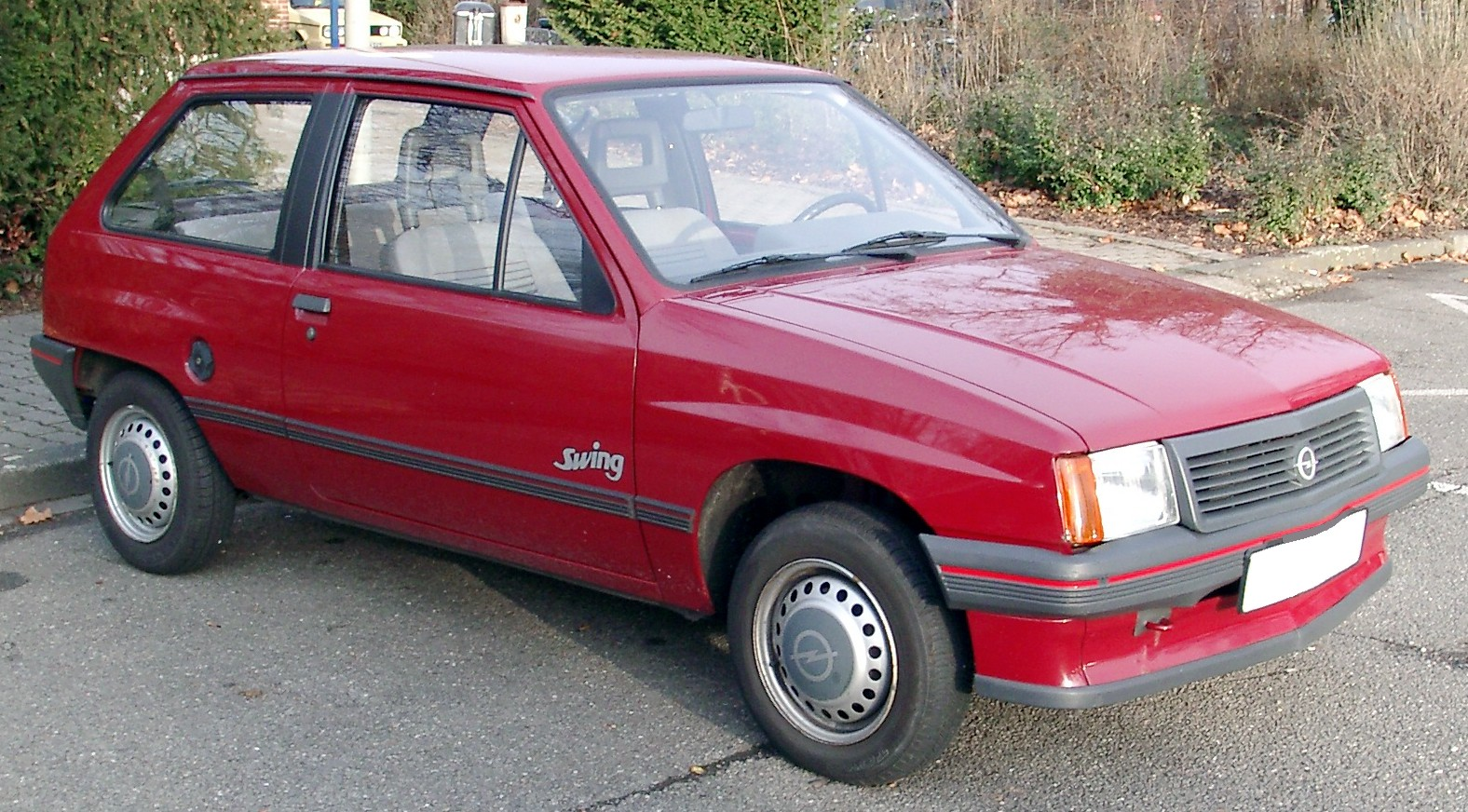
Opel Corsa Dreitürer „Swing“ (1987–1990)
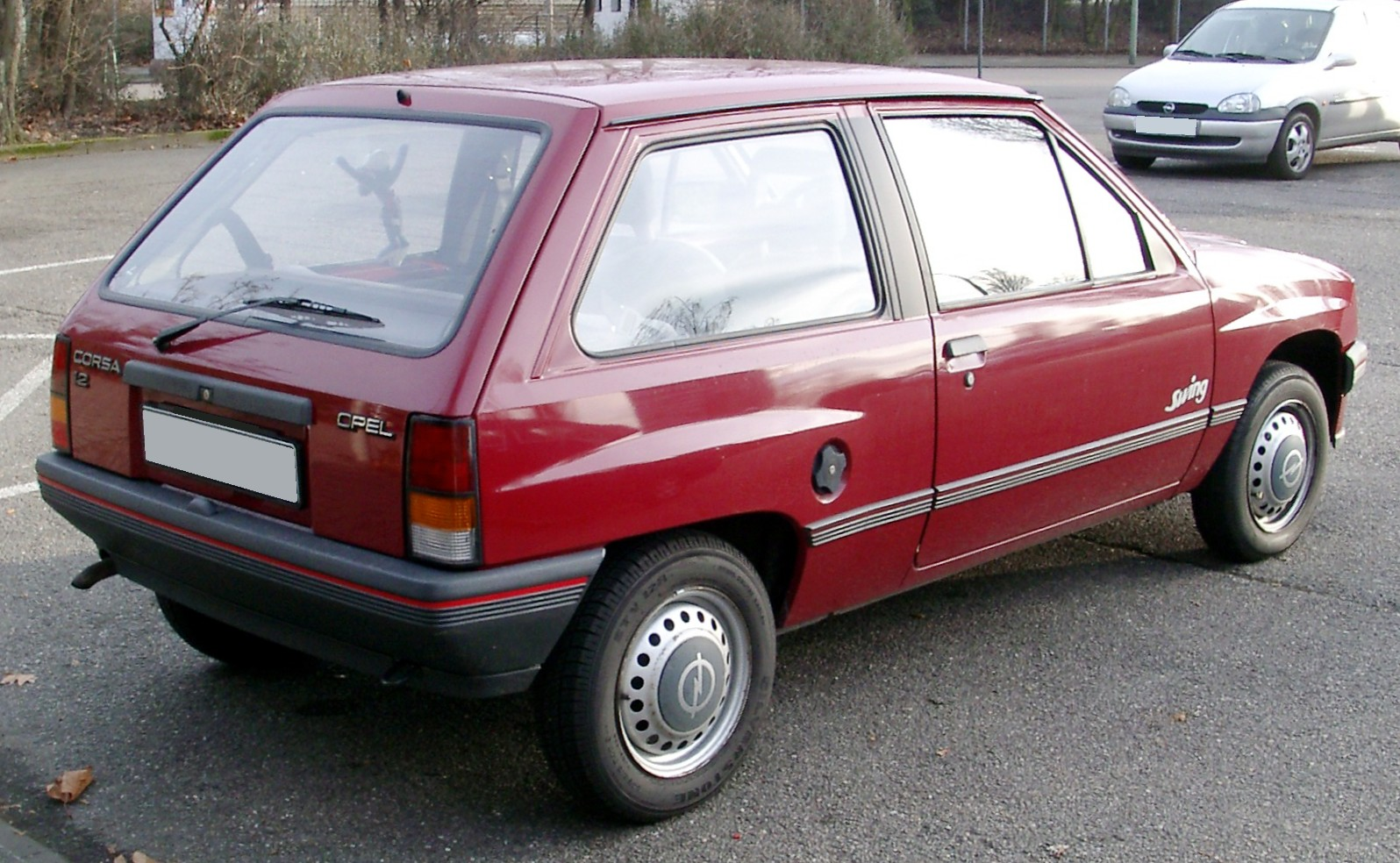
Heckansicht
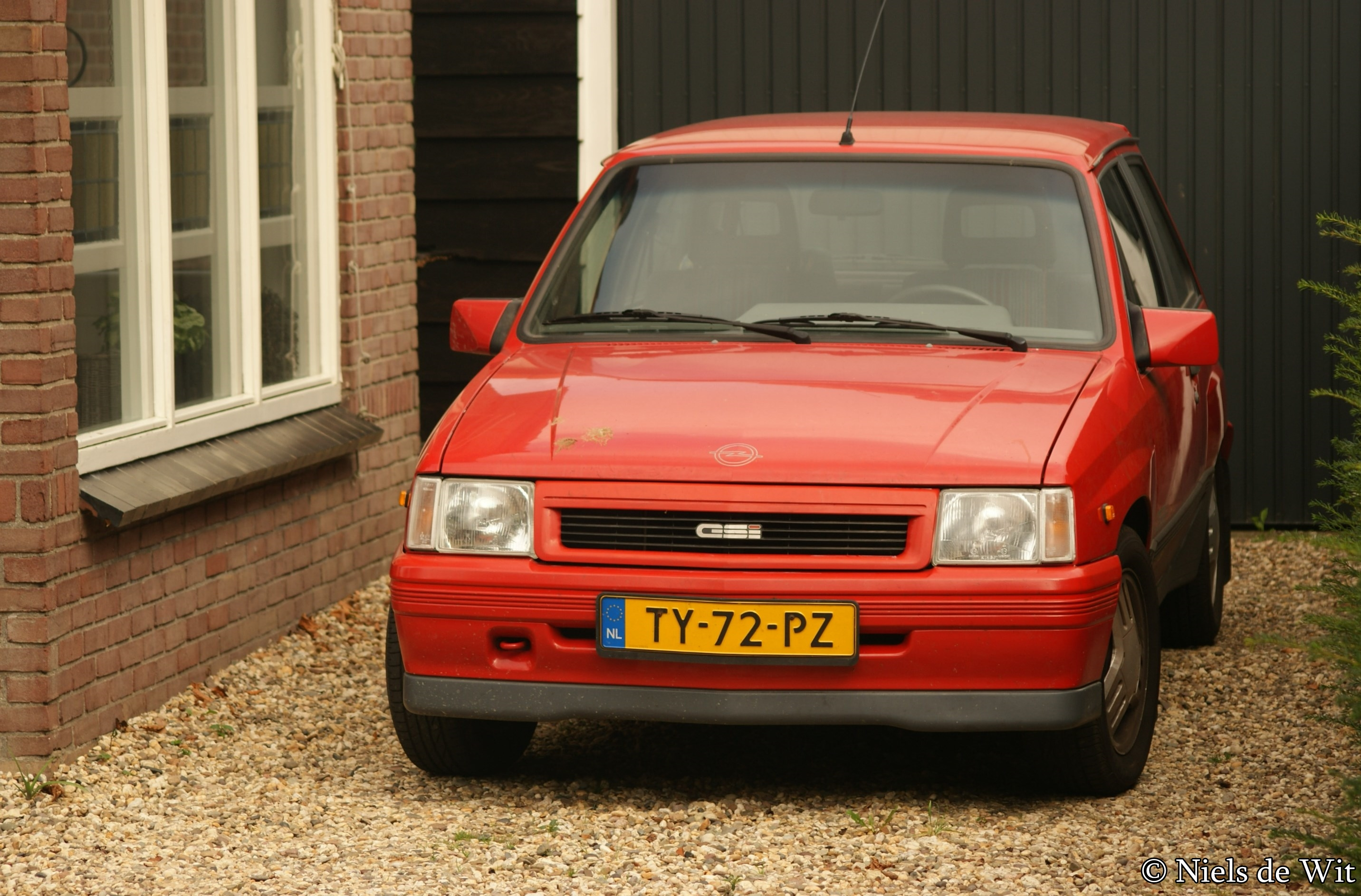
Opel Corsa GSi (1988–1990)
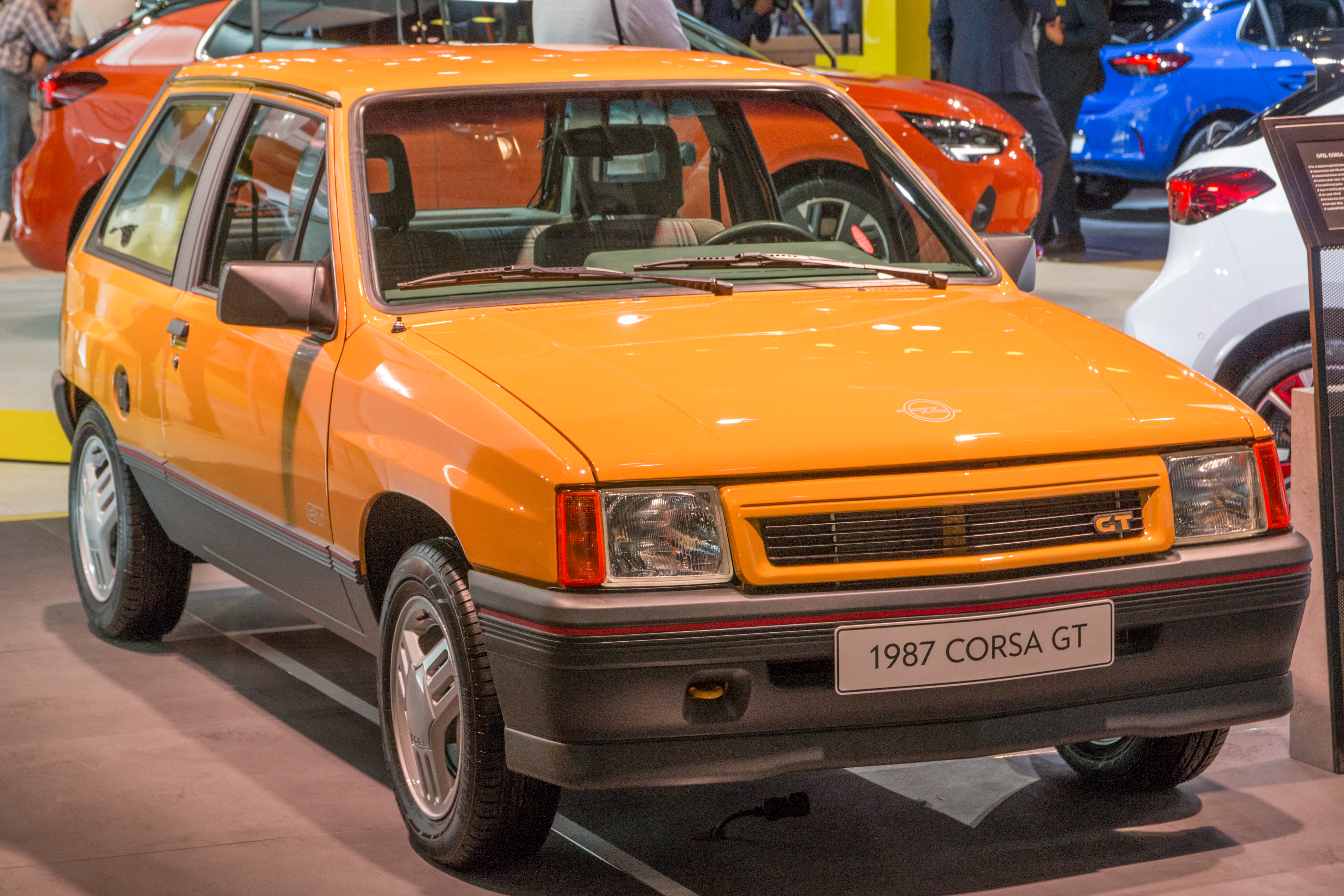
Opel Corsa GT (1987)

### Zweite Modellpflege
Beim zweiten Facelift im September 1990 wurden ein weiteres Mal der Kühlergrill sowie zusätzlich die Scheinwerfer und Blinker, die Stoßfänger, Seitenschutzleisten und Kotflügel im Bereich der Blinker modifiziert. Die neuen Stoßfänger waren nun bei allen Ausführungen vorne und hinten vollflächig, sie ähneln denen des Astra F. Das Markenlogo wanderte vom Kühlergrill auf die Motorhaube.
Im Innenraum erhielt der Corsa ein neues Armaturenbrett mit komplett anderem Design. Außerdem wurden die Ausstattungen deutlich umfangreicher. Die schon seit 1987 nur noch im Export angebotenen Stufenheckmodelle waren jetzt nur noch viertürig lieferbar.
Neu war der Corsa Joy, der im Innenraum (wahlweise mit Sportsitzen) mit knalligen roten, gelben, türkisen oder blauen Stoffen und Details aufwartete. Die Außenlackierung war auf die kräftigen Farben der Stoffe abgestimmt.
Die wichtigste technische Neuerung war der 1,2i-OHC-Motor mit geregeltem Katalysator und 33 kW (45 PS). Später erschien noch eine Eco-Version, die mit besonders lang übersetztem Fünf-Gang-Getriebe und rollwiderstandsoptimierten Reifen ausgestattet war.
Der Corsa GSi erhielt zunächst die 72-kW-Version (98 PS) des 1,6-Liters. Im Mai 1992 wurde die Motronic durch eine Multec-M-Einspritzung (C16SE, wieder 74 kW/100 PS) wie beim C14SE ersetzt.

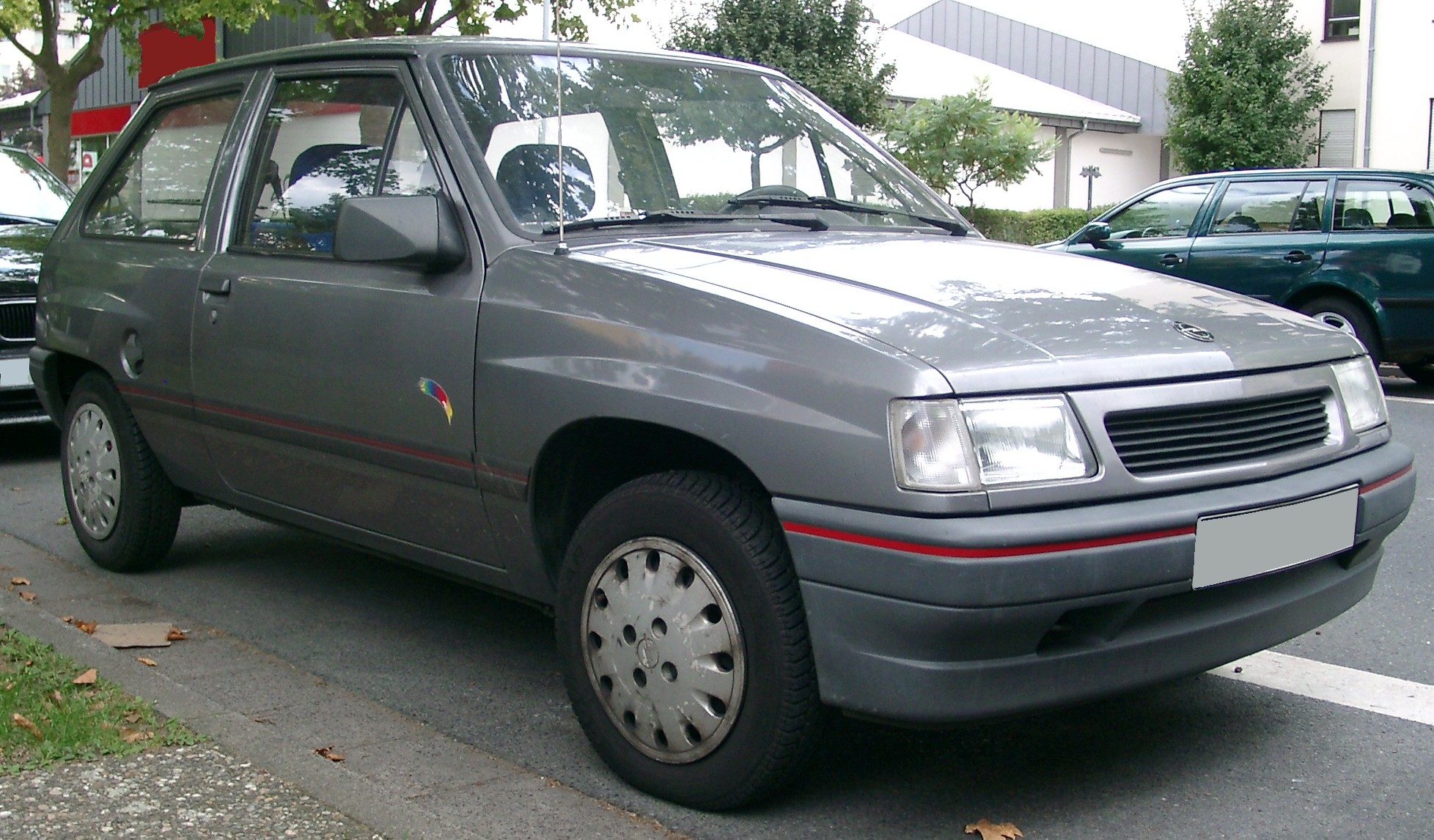
Opel Corsa Dreitürer „Eco“ (1990–1993)
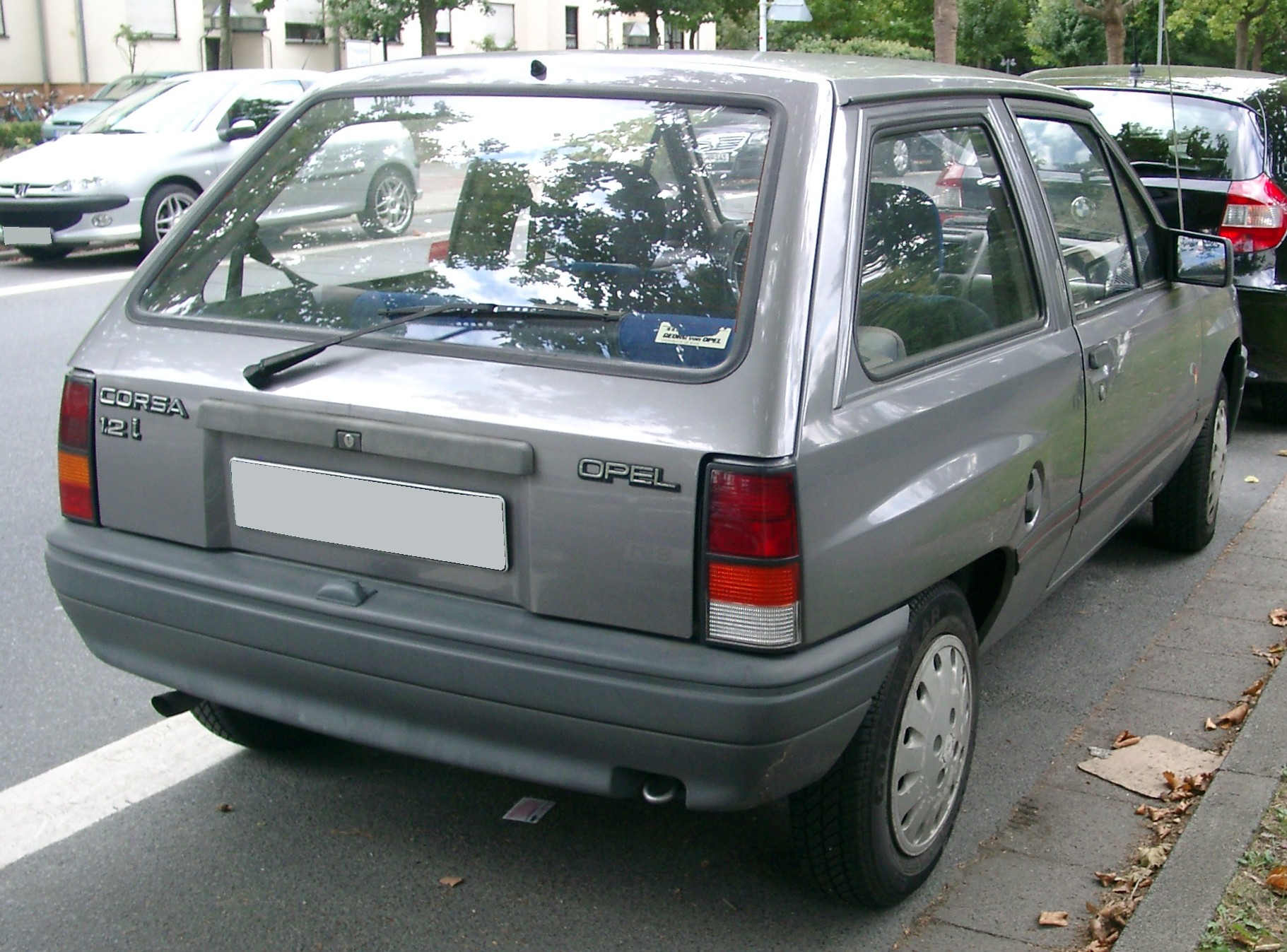
Heckansicht
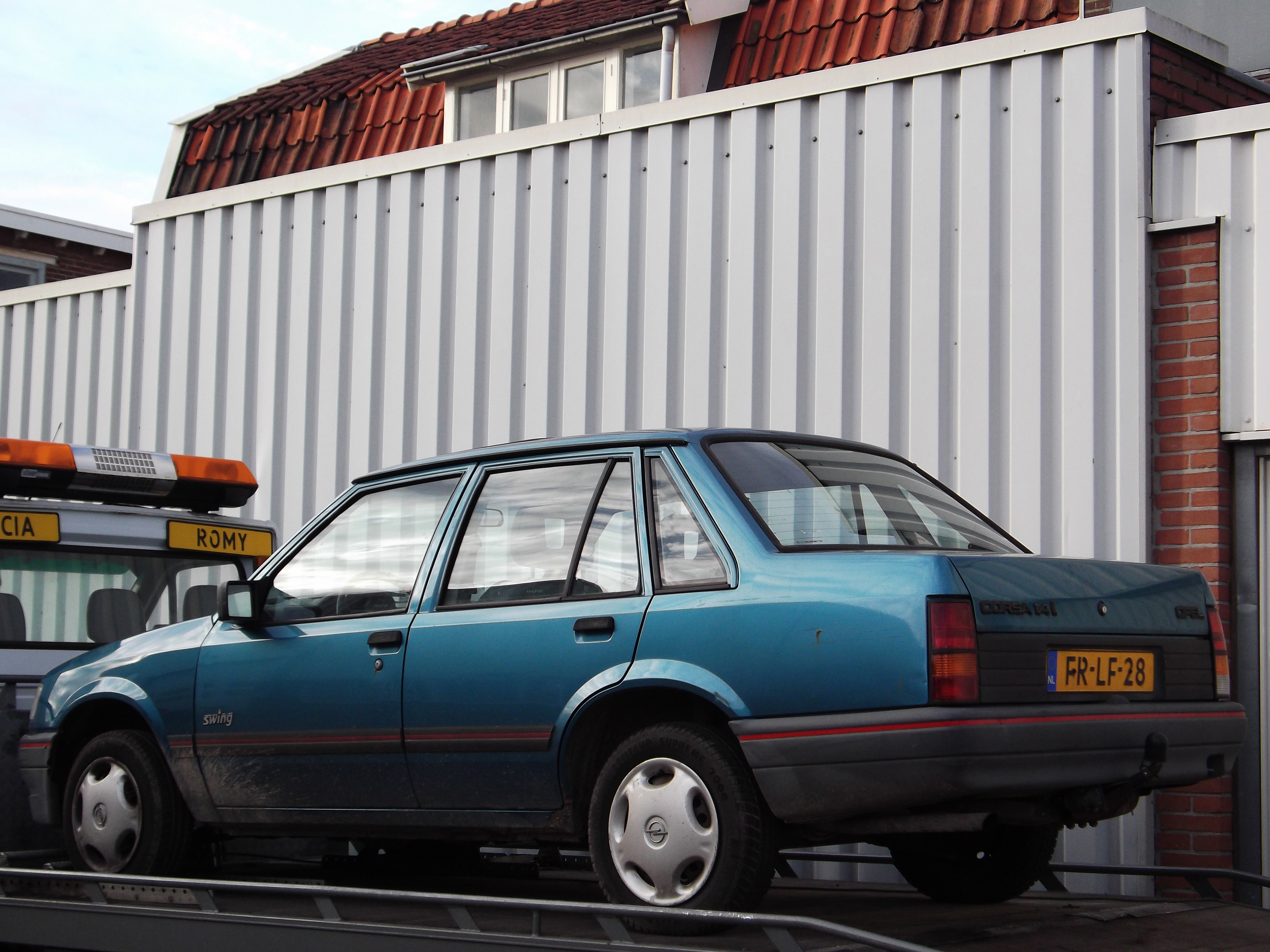
Heckansicht des Stufenhecks (1990–1993)

Im März 1993 wurde der Corsa A durch den Corsa B abgelöst. Etwa 3,1 Millionen Exemplare waren produziert worden.

## Tuning

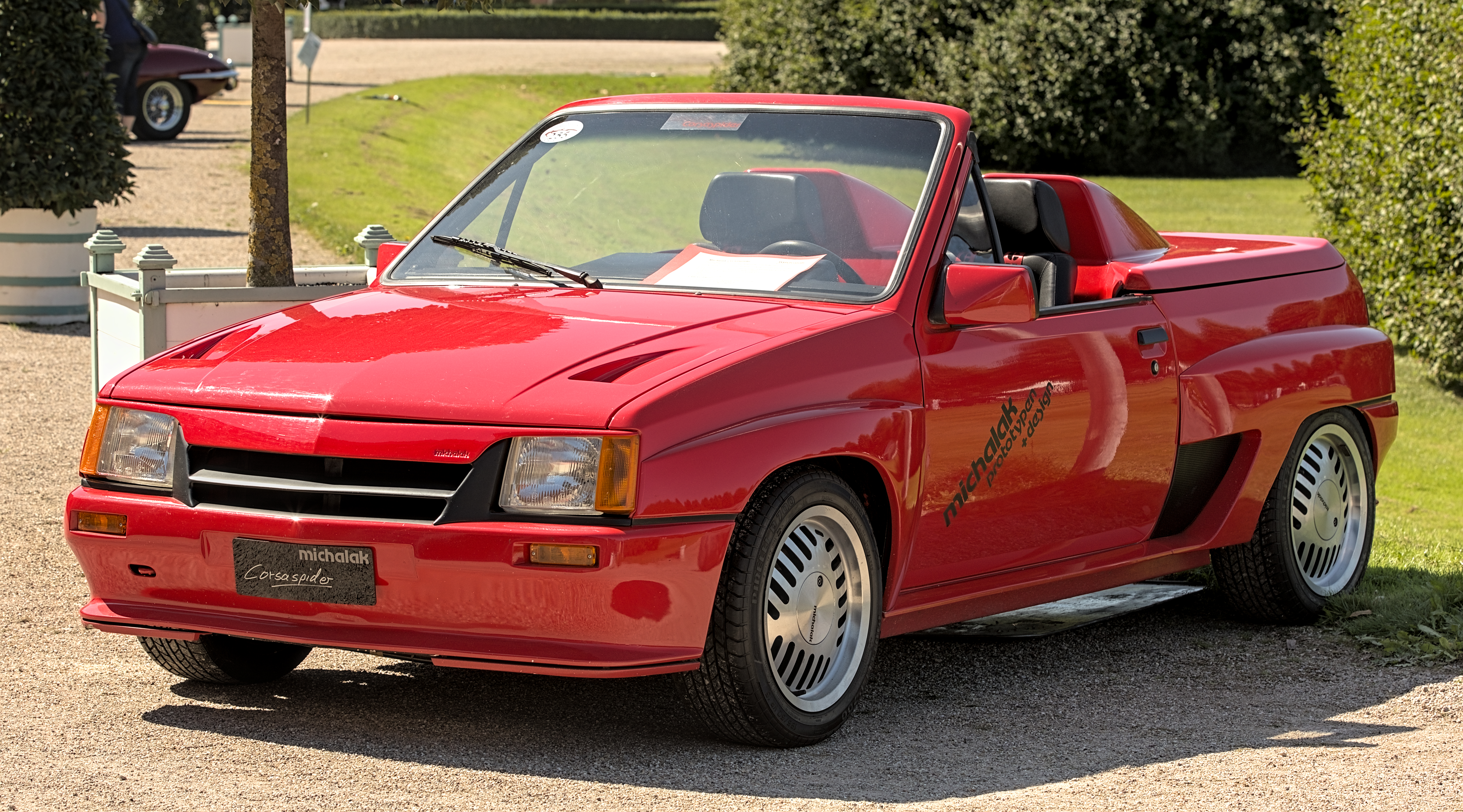
Corsa A als zweisitziger Spider von Michalak

Der Corsa A wurde zu einem beliebten Tuning-Objekt. So wurde er von Firmen wie Irmscher Automobilbau oder Lexmaul als Cabriolet oder Speedster angeboten, von Mattig als Breitbau und von Michalak als zweisitziger Spider.

## Motorisierungen

### Ottomotoren
| Modell  | Hubraum  | Leistung       | Motorcode        | Bauzeitraum     | Bemerkung                                                              |
| ------- | -------- | -------------- | ---------------- | --------------- | ---------------------------------------------------------------------- |
| 1.0 S   | 993 cm³  | 33 kW (45 PS)  | 10S (LP5)        | 10/1982–01/1993 | OHV, Vergaser                                                          |
| 1.2 N   | 1196 cm³ | 33 kW (45 PS)  | 12NC/E12GV (LY4) | 04/1985–01/1993 | OHV, Vergaser                                                          |
| 1.2 i   | 1196 cm³ | 33 kW (45 PS)  | C12NZ (L71)      | 09/1990–01/1993 | OHC, Einspritzung, KAT                                                 |
| 1.2 S   | 1196 cm³ | 38 kW (52 PS)  | 12NV (L84)       | 09/1990–01/1993 | OHC, Vergaser                                                          |
| 1.2 S   | 1196 cm³ | 40 kW (55 PS)  | 12ST/S12ST (L84) | 10/1982–01/1990 | OHC, Vergaser                                                          |
| 1.3 N   | 1297 cm³ | 44 kW (60 PS)  | 13NB (LY1)       | 03/1986–08/1989 | OHC, Vergaser                                                          |
| 1.3 i   | 1297 cm³ | 44 kW (60 PS)  | C13N (L72)       | 09/1985–08/1989 | OHC, Einspritzung, KAT                                                 |
| 1.3 S   | 1297 cm³ | 51 kW (70 PS)  | 13SB (LX9)       | 10/1982–08/1989 | OHC, Vergaser                                                          |
| 1.4 i   | 1389 cm³ | 44 kW (60 PS)  | C14NZ (2H6)      | 09/1989–01/1993 | OHC, Einspritzung, KAT                                                 |
| 1.4 S   | 1389 cm³ | 53 kW (72 PS)  | 14NV (L89)       | 09/1989–01/1993 | OHC, Vergaser                                                          |
| 1.4 Si  | 1389 cm³ | 60 kW (82 PS)  | C14SE (L48)      | 09/1991–01/1993 | OHC, Einspritzung, KAT                                                 |
| 1.6 i   | 1598 cm³ | 53 kW (72 PS)  | C16NZ (L73)      | 03/1988–07/1991 | OHC, Einspritzung, KAT, zunächst 55 kW (75 PS), nicht in DE erhältlich |
| 1.6 GSi | 1598 cm³ | 72 kW (98 PS)  | C16SEI           | 10/1989–04/1992 | Einspritzung, KAT                                                      |
| 1.6 GSi | 1598 cm³ | 74 kW (100 PS) | E16SE (L55)      | 03/1988–04/1992 | Einspritzung                                                           |
| 1.6 GSi | 1598 cm³ | 74 kW (100 PS) | C16SE (L55)      | 05/1992–01/1993 | Einspritzung, KAT                                                      |

### Dieselmotoren
| Modell | Hubraum  | Leistung      | Motorcode        | Bauzeit         | Bemerkung          |
| ------ | -------- | ------------- | ---------------- | --------------- | ------------------ |
| 1.5 D  | 1488 cm³ | 37 kW (50 PS) | 15D/4EC1 (LW1)   | 09.1987-01.1993 | -                  |
| 1.5 TD | 1488 cm³ | 49 kW (67 PS) | 15TD/T4EC1 (LM0) | 10.1987-01.1993 | Ladedruck 0,68 bar |

## Produktionszahlen Corsa A
Zwischen 1982 und 1992 wurden ca. 3.105.430 Corsa A hergestellt.
| Jahr                  | 1982   | 1983    | 1984    | 1985    | 1986    | 1987    | 1988    | 1989    | 1990    | 1991    | 1992    | Summe     |
| --------------------- | ------ | ------- | ------- | ------- | ------- | ------- | ------- | ------- | ------- | ------- | ------- | --------- |
| 1.0 2 Türen           | 16.221 | 98.234  | 104.554 | 76.249  | 68.585  | 53.912  | 56.249  |         |         |         |         |           |
| 1.0 4 Türen           |        |         | 5       | 15.903  | 22.515  | 15.914  | 14.745  |         |         |         |         |           |
| 1.0 Stufenh. 2 T      | 1.764  | 20.669  | 11.953  | 5.791   | 4.501   | 2.744   | 3.814   |         |         |         |         |           |
| 1.0 Stufenh. 4 T      |        |         | 2       | 5.949   | 6.677   | 3.133   | 3.354   |         |         |         |         |           |
| 1.2 2 Türen           | 568    | 60.637  | 81.097  | 71.388  | 66.022  | 82.043  | 89.324  |         |         |         |         |           |
| 1.2 4 Türen           |        |         | 5       | 27.401  | 29.767  | 26.866  | 32.850  |         |         |         |         |           |
| 1.2 Stufenh. 2 T      | 3.304  | 45.113  | 33.692  | 18.593  | 8.679   | 5.852   | 5.305   |         |         |         |         |           |
| 1.2 Stufenh. 4 T      |        |         | 6       | 21.631  | 24.618  | 20.059  | 23.982  |         |         |         |         |           |
| 1.3 2 Türen           | 6      | 16.283  | 26.050  | 20.423  | 37.378  | 37.144  | 40.270  |         |         |         |         |           |
| 1.3 4 Türen           |        |         | 5       | 6.378   | 7.724   | 6.854   | 8.200   |         |         |         |         |           |
| 1.3 Stufenh. 2 T      | 2      | 5.404   | 2.624   | 914     | 1.055   | 1.167   | 833     |         |         |         |         |           |
| 1.3 Stufenh. 4T       |        |         | 5       | 6.481   | 6.675   | 6.309   | 6.831   |         |         |         |         |           |
| 1.5 D 2 Türen         |        |         |         |         |         | 4.477   | 13.937  |         |         |         |         |           |
| 1.5 D 4 Türen         |        |         |         |         |         | 3.969   | 9.187   |         |         |         |         |           |
| 1.5 D Stufenh. 2T     |        |         |         |         |         | 24      |         |         |         |         |         |           |
| 1.5 D Stufenh. 4T     |        |         |         |         |         | 1.177   | 3.500   |         |         |         |         |           |
| 1.5 TD 2 Türen        |        |         |         |         |         | 3       | 4.181   |         |         |         |         |           |
| 1.5 TD 4 Türen        |        |         |         |         |         | 4       | 3.870   |         |         |         |         |           |
| 1.5 TD Stufenh. 2T    |        |         |         |         |         |         | 1       |         |         |         |         |           |
| 1.5 TD Stufenh. 4T    |        |         |         |         |         | 1       | 704     |         |         |         |         |           |
| 1.6 2 Türen           |        |         |         |         |         |         | 11.803  |         |         |         |         |           |
| Summe                 | 21.865 | 246.340 | 259.998 | 277.101 | 284.196 | 271.652 | 322.940 | 350.473 | 360.723 | 369.820 | 340.322 | 3.105.430 |
| davon Vauxhall        |        | 42.278  | 60.672  | 58.715  | 43.019  | 43.439  | 59.319  |         |         |         |         |           |
| Pilotwerk Rüsselsheim | 53     |         | 28      |         |         |         |         |         |         |         |         |           |